# Główny Mur

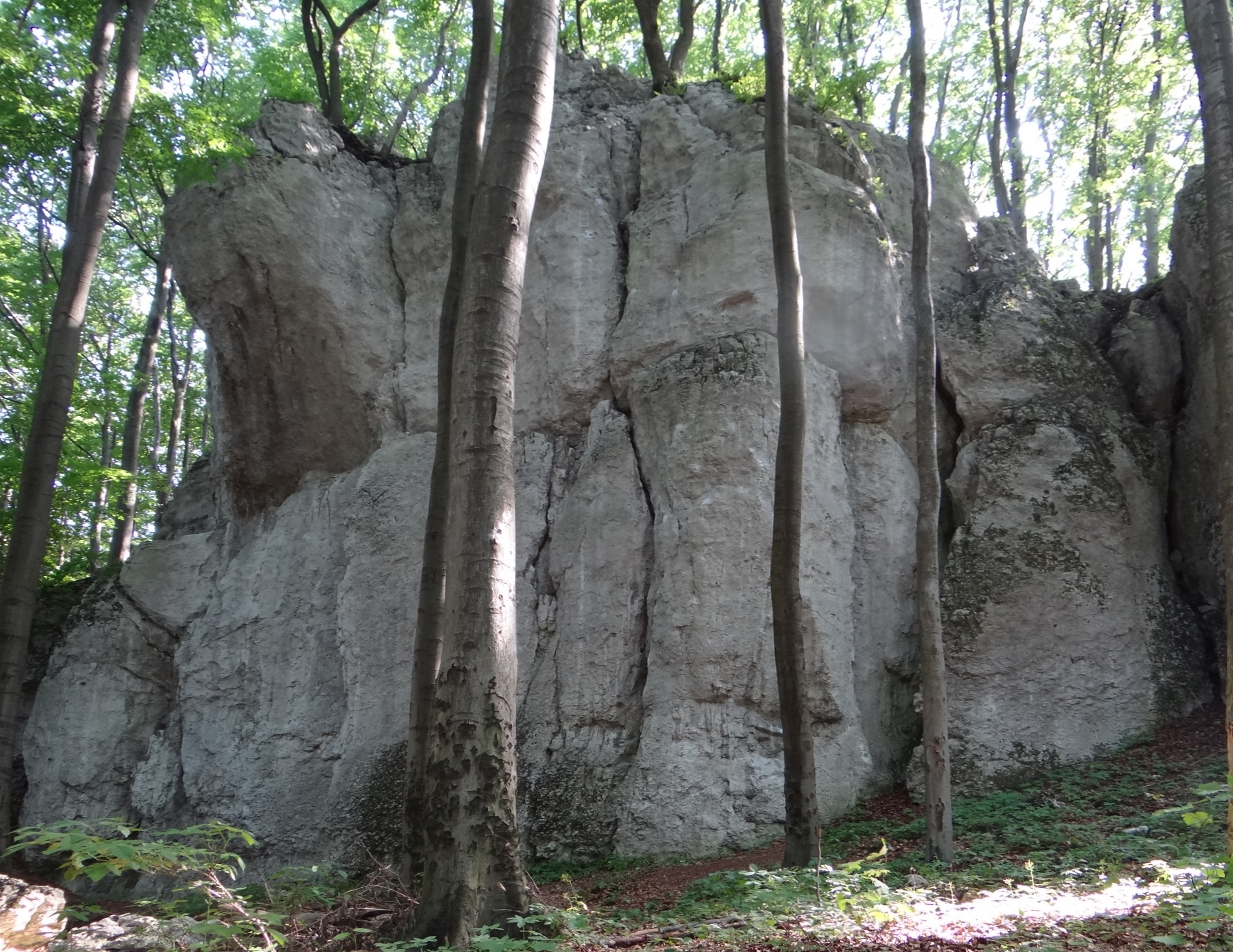

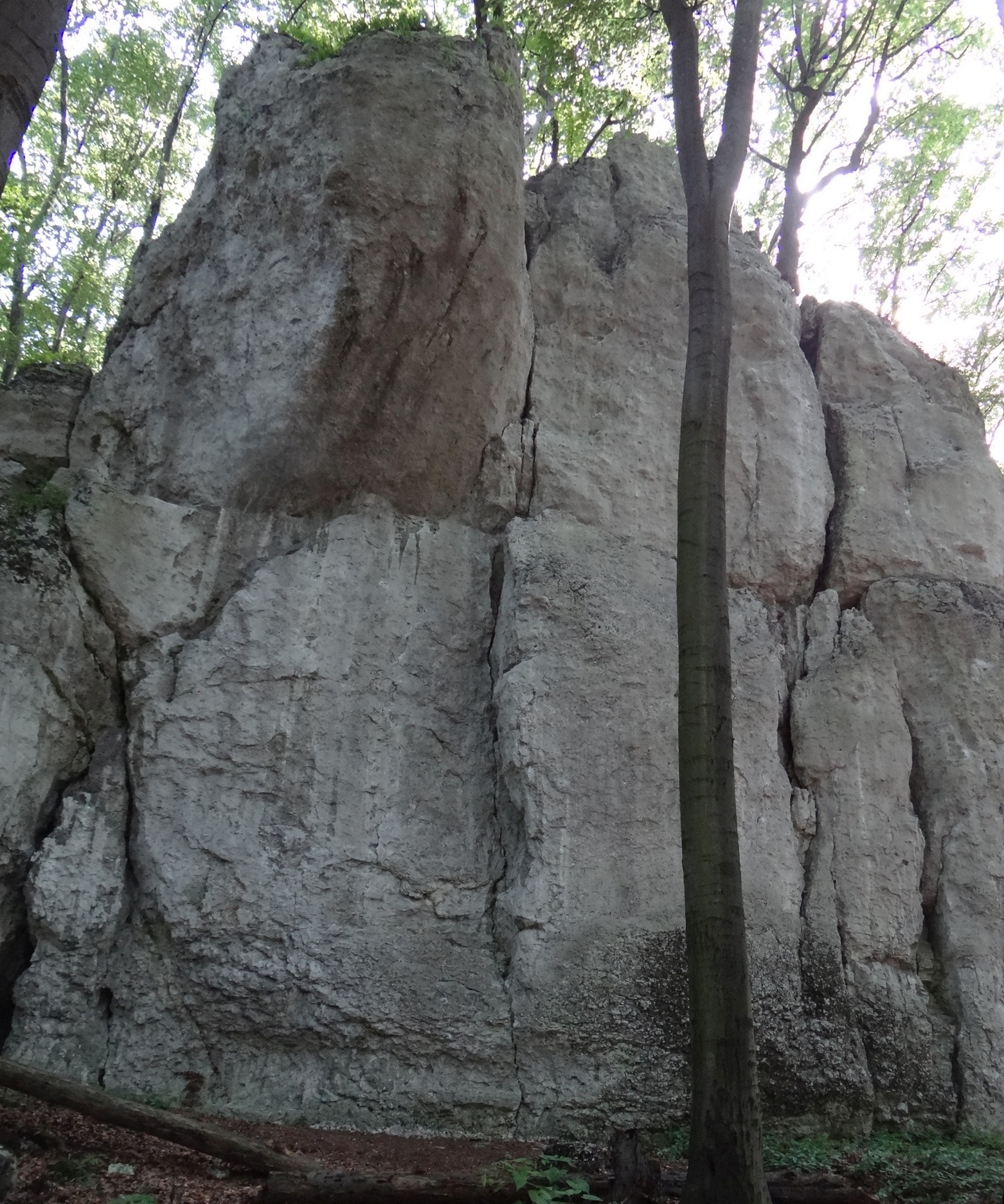

Główny Mur – skała w rezerwacie przyrody Pazurek w pobliżu kolonii Pazurek w województwie małopolskim, w powiecie olkuskim, w gminie Olkusz. Znajduje się na Wyżynie Olkuskiej będącej częścią Wyżyny Krakowsko-Częstochowskiej.
Znajduje się w środkowej części rezerwatu, w grupie Zubowych Skał. Od czasu utworzenia rezerwatu wspinaczka na nich została zabroniona. 14 czerwca 2019 roku przywrócono możliwość wspinania się na Zubowych Skałach.
Główny Mur to zbudowana ze skalistego wapienia skała o wysokości do 20 m. Znajduje się po wschodniej stronie ścieżki dydaktycznej po rezerwacie Pazurek. Ma pionowe lub przewieszone ściany z kominami, filarami i zacięciami.
Główny Mur ma wybitny okap. Po jego lewej stronie znajduje się Jaskinia przy Wielkim Okapie.

## Drogi wspinaczkowe
Jest na nim 8 dróg wspinaczkowych i 2 projekty. Trudność dróg od IV do VI.4 w skali krakowskiej, długość 18–24 m. 2 drogi i projekt mają stałe punkty asekuracyjne: ringi (r) lub spity (s).
Główny Mur I
1. Efemeryda solipsyzmu; VI+, 18 m
2. Projekt; 24 m
3. Po ringach; 5r, VI.1, 24 m
4. Mezalians; 4r, V, 24 m
5. Droga z chwytem; VI.4, 24 m
6. Pęknięcie wstydliwych; V+, 24 m
7. Prawe pęknięcie wstydliwych; V+, 24 m
8. Projekt; 4s, 23 m

Główny Mur II
1. Tatrzańskie wersety; VI+, 23 m
2. Filarek adeptów; IV, 22 m[1].